# Веронкль
Веронкль (фр. Véroncle) — река на юге Франции в Провансе в департаменте Воклюз, приток реки Карле бассейна Роны.

## География
Веронкль берёт начало у коммуны Мюр. Впадает в Карле, приток Имерг, у коммуны Горд. Протяжённость реки — 11,9 км. Площадь водосборного бассейна — 108 км².

## Мельницы
В 1546—1584 годах Эмар д’Астуод построил запруду на Веронкле площадью 132 м². Пруд обеспечивал десять мельниц (4 были на территории Мюра), построенных во второй половине XVI века и действовавших до конца XIX века.

## Притоки
- ручей Лейдьер (2,3 км)
- ручей Пейро (1,3 км)
- ручей Везоль (2,1 км)

## Пересекаемые коммуны
Река протекает по территории трёх коммун:
- Горд
- Жукас
- Мюр